# Abdul Haq Ansari
Dr. Muhammad Abdul Haq Ansari (1 de septiembre de 1931 - 3 de octubre de 2012) fue un erudito islámico de la India. Fue el Amir (presidente) de Jamaat-e-Islami Hind (JIH), la mayor organización en la India por la causa islámica entre 2003 a 2007. Fue miembro del Consejo Central de Asesoramiento de Jamaat-e-Islami Hind. También fue el Canciller de Jamia Islamia, Shantapuram, Kerala. Su obra maestra 'Aprender el lenguaje del Corán' es considerada como una de los mejores guías en inglés para los principiantes de estudios coránicos.

## Investigación y Obras
- The Ethical Philosophy of Miskawaih, Aligarh Muslim University Press, Aligarh, India, 1964.
- The Moral Philosophy of al-Farabi, Aligarh, India, 1965.
- The Islamic Ideal (in Urdu: Maqsad Zindagi Ka Islami Tasawwar), Maktaba Islami, Delhi, India, 1970
- Sufism and Shariah: A Study of Shaykh Ahmad Sirhindi’s Effort to Reform Sufism, The Islamic Foundation, Leicester, U.K. 1985
- An Introduction to the Exegesis of the Quran, (English translation of Ibn Taymiyah’s Muqaddamat al-Tafsir with introduction and notes), Imam Muhammad bin Saud Islamic University, Riyadh, Saudi Arabia, 1989.
- Learning the Language of the Quran, Centre for Religious Studies and Guidance, Aligarh, India, 1997.
- Ibn Taymiyah Expounds on Islam, Islamic University, Riyadh, Saudi Arabia, and Institute of Islamic and Arabic Sciences in America, Washington, U.S.A., 2000.
- Commentary on the Creed of Al-Tahawi, transl. with an Introduction of Ibn Abi l-‘Izz’s Sharh al-‘Aqidah al-Tahawiyah, Institute of Islamic and Arabic Sciences, Washington, U.S.A., 2000.
- Tasawwuf aur Shariah: Shaykh Mujaddid  Ke Fikr Ka Mutali’ah, Urdu trans. of my Sufism and Shariah, with a new Introduction, Maktaba Islami, New Delhi, 2001.
- Serving God (translation of the Risalah al-Ududiyah of Ibn Taymiyah).
- Sufi Perspectives on Experience and Reality: An Exercise in Understanding Sufism
- Mujaddid Deen-e-Ummat aur Tasawwuf, MMI Publishers, New Delhi, 2008.

## Muerte
Murió en su residencia en Aligarh el 3 de octubre de 2012, después de un breve fallo cardíaco a la edad de 81 años.